# デュ・ムイ伯ルイ・ニコラ・ヴィクトル・フェリックス・ド・オリエール

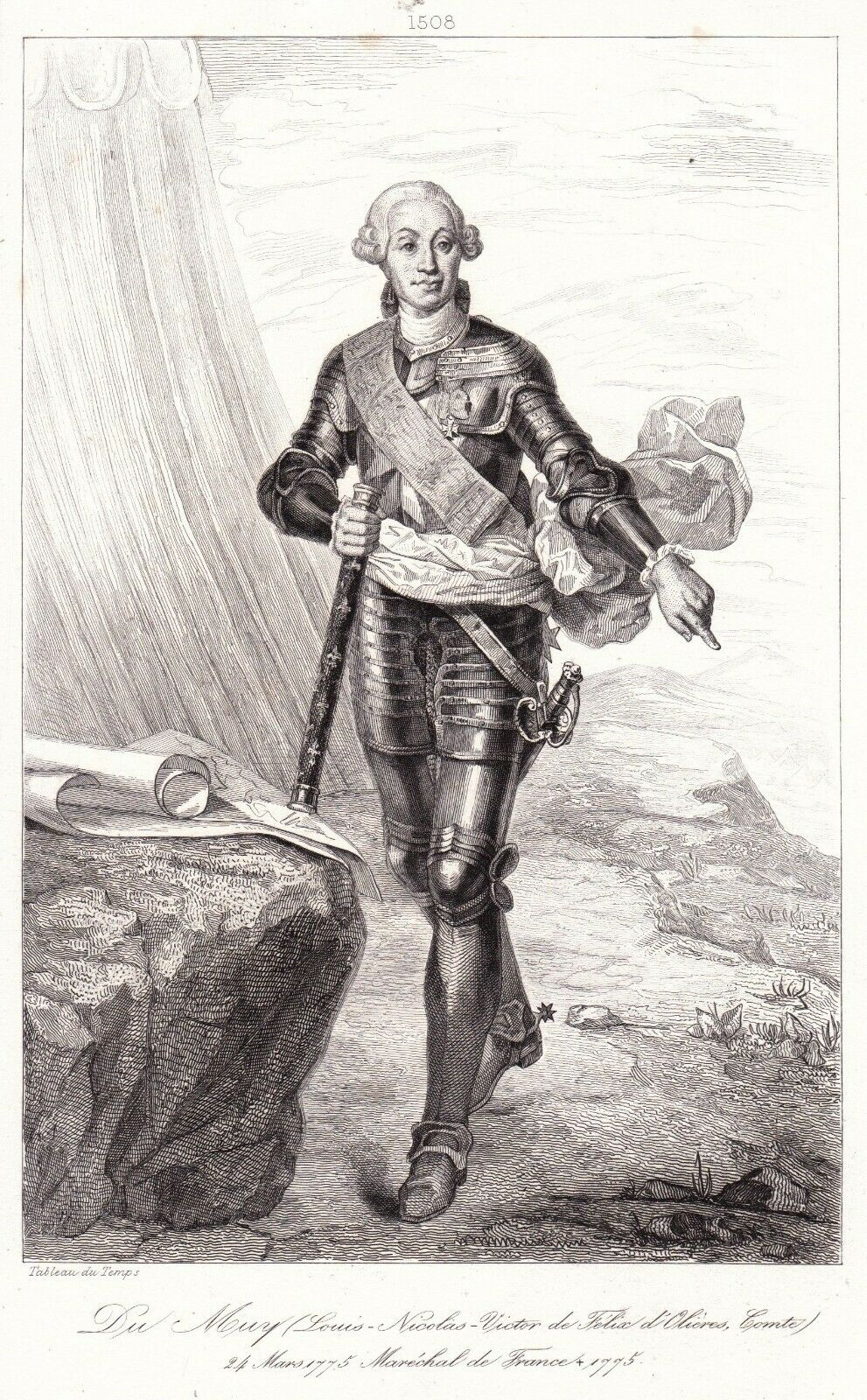
デュ・ムイ伯ルイ・ニコラ・ヴィクトル・フェリックス・ド・オリエール

デュ・ムイ伯ルイ・ニコラ・ヴィクトル・フェリックス・ド・オリエール（Louis Nicolas Victor de Félix d'Ollières, comte du Muy、1711年9月23日, エクス＝アン＝プロヴァンス - 1775年10月10日, ヴェルサイユ）は、フランスの貴族、軍人、政治家。デュ・ムイ伯のほか、グリニャン Grignan伯の称号を持つ。デュ・ムイ伯は、プロヴァンスに起源を持つ貴族である。1764年には聖霊騎士団の会員となっている。 
ルイ15世の王太子ルイに仕えたあと、ルイ16世にも仕えた。ルイ16世の治世初期の重臣モールパ伯同様、1774年には陸軍大臣となり、1775年には元帥となった。 